# Spielmannsdichtung
La epopeya de juglares (alemán: Spielmannsdichtung o Spielmannsepik (también Spielmannsepos) es un género literario alto alemán medio, hoy depreciado. Específicamente, se utiliza indicar la poesía lírica (Dichtung) o épica (Epik or Epos) de los juglares vagantes (Spielmannen) del siglo XII, cuyas obras eran anteriores al Minnesang y el Höfische Epik. No obstante, la lista de tales obras era, y todavía es, corta y definitiva. Hoy la clasificación se utiliza de conveniencia por cinco obras:
- König Rother
- Herzog Ernst
- Salman und Morolf
- Orendel
- König Oswald

Todos son heroicos y aventureros, destinados a la audiencia aristocrática. Anteriormente se cree que los compusieron los juglares, pero estos no solían estar alfabetizados. La evidencia interna sugiere que sean obras clérigas, escrito por primera vez en el siglo XIII. En cada caso sobreviven muchas variantes textuales. Mezclan la historia, la leyenda, y los cuentos de hadas. 